# Torre Atalaya (Vélez-Málaga)
La torre Atalaya es una torre vigía o almenara situada en el municipio de La Viñuela
, (provincia de Málaga, España).

## Descripción
La torre se halla en las cercanías de La Viñuela y data del siglo XV.